# 恋のヌケガラ
「恋のヌケガラ」（こいのぬけがら）は、美勇伝のデビューシングル。2004年9月23日発売。

## 概要
モーニング娘。のメンバーだった石川梨華と、オーディションで選ばれた三好絵梨香、岡田唯の3人により結成された美勇伝のデビューシングル。
「恋のヌケガラ」はつんく♂が提示した“和と共鳴する女の美学”をテーマに、湯川れい子が作詞、はたけが作曲したものである。ライブでは石川が2番のサビ前で「いきますよ」と言うのが定番であった。
2015年にデビューしたこぶしファクトリーは、ライブやイベントで本曲をカヴァーしている。

## 収録曲
1. 恋のヌケガラ (3:55)
作詞：湯川れい子　作曲：はたけ　編曲：鈴木Daichi秀行
2. 銀杏〜秋の空と私の心〜 (4:27)
作詞・作曲：つんく　編曲：鈴木俊介
3. 恋のヌケガラ (Instrunmental)

## 参加ミュージシャン
恋のヌケガラ
- 全ての楽器：鈴木Daichi秀行
- コーラス：竹内浩明・稲葉貴子

銀杏〜秋の空と私の心〜
- プログラミング＆ギター：鈴木俊介
- ベース：小松秀行
- ドラム：佐野康夫
- パーカッション：飯田ヒロシ
- コーラス：稲葉貴子

## シングルV
2004年10月6日に発売された、上記作品のシングルDVD。

### 収録内容
1. 恋のヌケガラ
2. 恋のヌケガラ（Close-up Ver.）
3. メイキング映像

## 販売形態
| 規格             | 発売日        | リリース                      | 品番      | 備考                                                           |
| ---------------- | ------------- | ----------------------------- | --------- | -------------------------------------------------------------- |
| CD               | 2004年9月23日 | PICCOLO TOWN / UP-FRONT WORKS | PKCP-5048 | 初回生産分はトリプルジャケット仕様 ハロプロフォトカード1枚封入 |
| シングルV（DVD） | 2004年10月6日 | PICCOLO TOWN / UP-FRONT WORKS | PKBP-5025 | ハロプロフォトカード1枚封入                                    |